# Christoph 45
Christoph 45 ist der Funkrufname eines Rettungshubschraubers der DRF Luftrettung, der in Friedrichshafen stationiert ist. Der Standort ist seit Oktober 1980 in Betrieb und befindet sich beim Klinikum Friedrichshafen, am nordwestlichen Stadtrand.

## Geschichte
In Dienst genommen wurde Christoph 45 am 20. Oktober 1980. Bis April 2009 war eine Bo 105 im Einsatz. Die Bo 105 wurde durch einen Eurocopter EC 135 abgelöst, welcher wiederum im Mai 2018 durch einen Hubschrauber vom Typ Airbus Helicopters H135 ersetzt wurde. Seit September 2024 kommt an der Station ein Hubschrauber vom Typ Airbus Helicopters H145 D-3 zum Einsatz.

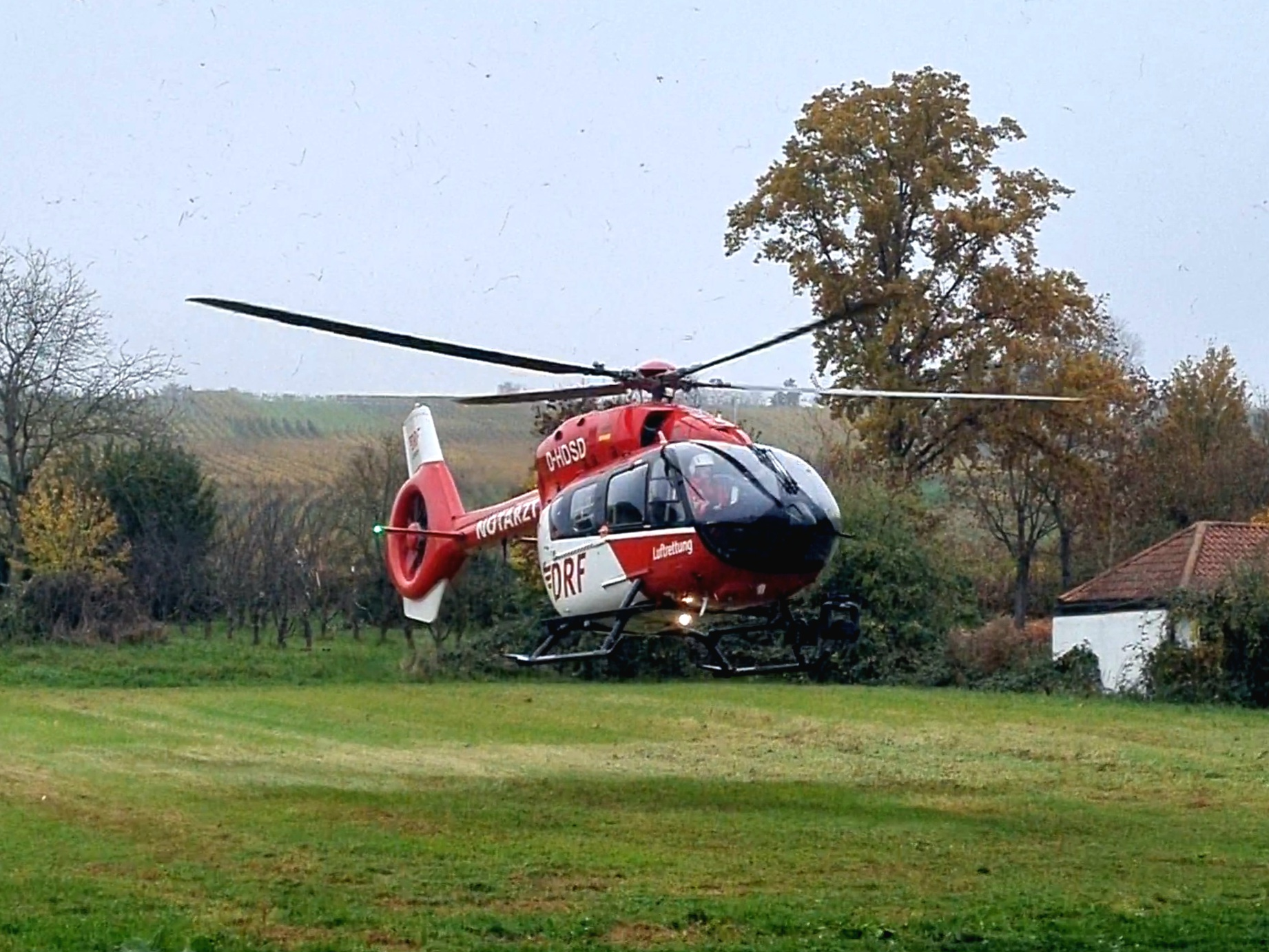
D-HDSD beim Start in Hagnau a. B.

Bei seinen Einsätzen ist Christoph 45 mit einem Piloten der DRF Luftrettung, einem Notarzt aus dem Klinikum Friedrichshafen und einem Notfallsanitäter der DRF Luftrettung besetzt. Die Notfallsanitäter gehören zur Hubschrauberbesatzung (HEMS Crew Member), unterstützen den Piloten im Bereich der Kommunikation und Navigation, während der Notarzt juristisch gesehen ein Passagier ist.
Im November 2022 wurde zunächst entschieden, dass der Hubschrauberstandort nach Deggenhausertal verlegt werden soll, was aber scheiterte. Im April 2025 wurde bekannt, dass der Hubschrauber den Bodenseekreis verlässt und nun möglicherweise nach Bavendorf bei Ravensburg verlegt wird. Dieser neue Standort ist in Prüfung.

## Einsätze & Einsatzgebiet
Der Einsatzraum des Christoph 45 umfasst die Landkreise Bodenseekreis, Konstanz, Tuttlingen, Schwarzwald-Baar-Kreis, Sigmaringen, Ravensburg, Biberach, Günzburg und Kempten (Allgäu), deren Rettungsleitstellen den Hubschrauber anfordern. Auch in Österreich im Bereich des Leitstellenbereichs Vorarlberg kommt der Hubschrauber zum Einsatz.
Neben Notfallrettungseinsätzen fliegt der Christoph 45 Verlegungsflüge. Durch die Nähe zu den Alpen und dem Bodensee ergeben sich besondere Einsatzarten. In Zusammenarbeit mit den Organisationen der Wasserrettung werden in Not geratene Personen im Bereich des großen Gewässers gesucht und gerettet. Neben dem Rettungsschwimmer führt Christoph 45 in diesem Fall ein Rettungsfloß mit.